# 劇場靈
《劇場靈》（日語：劇場霊）為2015年11月21日上映的日本電影。在著名日本恐怖片《女優靈》20年後製作的由島崎遙香（AKB48）主演的恐怖片。導演為中田秀夫。由松竹發行。
第21屆巴黎詭奇電影節競賽部門參展作品。

## 故事
加入經紀公司五年，仍沒有得到角色的年輕女演員、水樹沙羅被選定演出新銳導演、錦野豪泰的舞台劇新作中的小配角。劇本「鮮血的呼喚」是真實故事改編，描寫為了保有年輕而以少女的鮮血沐浴的女貴族伊莉莎白。舞台上設置有反映出伊莉莎白內心的分身人偶，在人偶前，沙羅和篠原葵、野村香織等人在互有衝突的情況下進行了數日的排練。在其中一天，女性工作人員死因不明的屍體在劇場被人發現。緊接著，葵因為墜落事故意識不明且生命垂危。
因應葵的退場，沙羅突然被拔擢成為主演。然而在排練時，沙羅目擊舞台上的人偶動了起來。究竟是眼睛的錯覺，還是...。查覺到劇場不尋常跡象的沙羅和美術工作人員和泉要前往拜訪製作人型的藝術家、兒島。可是這時，劇場響起了靈異的聲響「給我...給我...」，新的慘劇發生了－。

## 角色
- 水樹沙羅 - 島崎遙香（AKB48）
- 野村香織 - 足立梨花
- 篠原葵 - 高田里穗
- 和泉 - 町田啓太（劇團EXILE）
- 錦野豪泰 - 小市慢太郎
- 兒島 - 中村育二

## 工作人員
- 導演 - 中田秀夫
- 編劇 - 加藤淳也（日语：加藤淳也 (脚本家)）、三宅隆太（日语：三宅隆太）
- 音樂 - 川井憲次
- 主題曲 - Thinking Dogs「如果你...」（もしもあなたが…）[4]
- 發行 - 松竹
- 製片 - Django Film（ジャンゴフィルム）
- 企劃、製作 - 日活、京樂產業控股公司（日语：京楽産業ホールディングス）
- 製作 - 「劇場靈」製作委員會（日活、京樂產業控股公司、電通、松竹、ハピネット（日语：ハピネット））

## 相關作品

### 電視劇
《來自劇場靈的邀請函》（日語：劇場霊からの招待状）為自2015年10月17日於TBS，及自10月19日於MBS播出的電視劇。共10話，AKB48的11位成員主演。

#### 角色
第1話「埋葬」
- 香坂里緒 - 橫山由依
- 間宮祥子 - 島ゆいか
- 沖田悠美 - 飛鳥凛
- 研討會教授 - 川屋せっちん
- 錦野豪太 - 小市慢太郎

第2話「死期」
- 檜山花音 - 岡田奈奈
- 内村大輝 - 酒井亮和
- 謎之男 - 橋本まつり
- 錦野豪太 - 小市慢太郎

第3話「偶像」
- 新堀可奈 - 入山杏奈
- 橘真里 - 森田望智
- 橘雄一 - 久松信美
- 仁科亞由美 - 星名利華
- 錦野豪太 - 小市慢太郎

第4話「腐敗」
- 矢代涼香 -  加藤玲奈
- 葉山奈津美 - 前田聖來
- 堀内康介 - 町井祥真
- 錦野豪太 - 小市慢太郎

第5話「因果」
- 石塚春香 - 古畑奈和
- 間宮倫子 - 椎名香織
- 野尻太郎 - 宇野祥平
- 錦野豪太 - 小市慢太郎

第6話「廢墟」
- 三之宮忍 - 中野郁海
- 岸本舞 - 小栗有以
- 岸本祐美 - 八木さおり
- 岸本俊介 - 吉家章人
- 錦野豪太 - 小市慢太郎

第7話「幻聽」
- 宇佐美アヤ - 北原里英
- 八木沼聡 - 岡村洋一
- 佐倉ユリ - 仁村紗和
- 錦野豪太 - 小市慢太郎

第8話「回歸」
- 和泉繭 - 向井地美音
- 杖をついた少女 - 森田想
- 和泉さくら - 大庭愛未
- 柏木純一郎 - 水澤紳吾
- 錦野豪太 - 小市慢太郎

第9話「憧憬」
- 悠木奈央 - 高橋朱里
- 林亞紀子 - 渡辺真起子
- 富樫亘 - 芦川誠
- 錦野豪太 - 小市慢太郎

第10話「永遠」
- 秋山由梨 - 木崎由里亞
- 朝倉翔太 - 高村佳偉人
- 朝倉ハツ - 大方斐紗子
- 真鍋和也 - 落合モト
- 錦野豪太 - 小市慢太郎

#### 工作人員
- 導演 - 中田秀夫
- 編劇 - 加藤淳也
- 音樂 - 川井憲次
- 主題曲 - Thinking Dogs「如果你...」

| 臺灣 印度尼西亞 新加坡 緬甸WakuWaku Japan 週日 23:00- | 臺灣 印度尼西亞 新加坡 緬甸WakuWaku Japan 週日 23:00- | 臺灣 印度尼西亞 新加坡 緬甸WakuWaku Japan 週日 23:00- |
| ----------------------------------------------------- | ----------------------------------------------------- | ----------------------------------------------------- |
|                                                       | 來自劇場靈的邀請函 （2017年8月27日-8月28日）          |                                                       |
| 劇場靈 （2017年8月20日）                              | —                                                     |                                                       |

## 外部連結
- 電影『劇場靈』官方網站（日語）
- YouTube上的【閲覧ちょうだい】 『劇場霊』 特報（松竹チャンネル）（日語）
- 劇場靈的X（前Twitter）（日語）
- 電視劇『來自劇場靈的邀請函』官方網站（页面存档备份，存于）（日語）
- 爛番茄上《Ghost Theater》的資料（英文）
- Yahoo奇摩電影上《劇場靈》的資料（繁體中文）
- 開眼電影網上《劇場靈》的資料（繁體中文）
- 互联网电影数据库（IMDb）上《Ghost Theater (劇場靈)》的资料（英文）
- 豆瓣电影上《劇場靈》的資料 （简体中文）